# Darab de Busuanga
Darab  (Darab Island) es una isla situada en Filipinas, adyacente a la de Busuanga, isla que forma parte del grupo de Calamianes.
Administrativamente forma parte del barrio de Santo Niño  del municipio filipino de tercera categoría de Busuanga perteneciente a la provincia  de Paragua en Mimaro, Región IV-B.

## Geografía
Isla Busuanga es la más grande del Grupo Calamian situado a medio camino entre las islas de Mindoro (San José) y de Paragua (Puerto Princesa), con el Mar de la China Meridional a poniente y el mar de Joló a levante. Al sur de la isla están las otras dos islas principales del Grupo Calamian: Culión y Corón.
Darab  se encuentra en el Mar de la China Meridional, a poniente de Isla Busuanga. Este islote tiene aproximadamente 420 metros de largo, en dirección este-oeste, y unos 150 metros en su línea de mayor anchura.
Separada por el Paso del Oeste de Corón (Coron West Passage) que comunica la bahía de Guro con la de Corón, dista 2.320 metros de isla Busuanga.
Las islas más cercanas son las siguientes: Calmabuyán, 2.870 metros al noroeste; 180 metros a poniente la isla de Lajo ;  830 metros al sur, el islote de Dibu; el islote de Dilacatán, 4.290 metros a poniente ; y 1.550  metros al sur la isla de Lamud del municipio vecino de Culión.
Forman parte del barrio de Santo Niño, cuya sede se encuentra en isla de Busuangán, las siguientes islas e islotes:  Lajo, Pass, Darab, Dibu,  Santa Mónica y Manglet.